# Jahnturnhalle Halle (Saale)

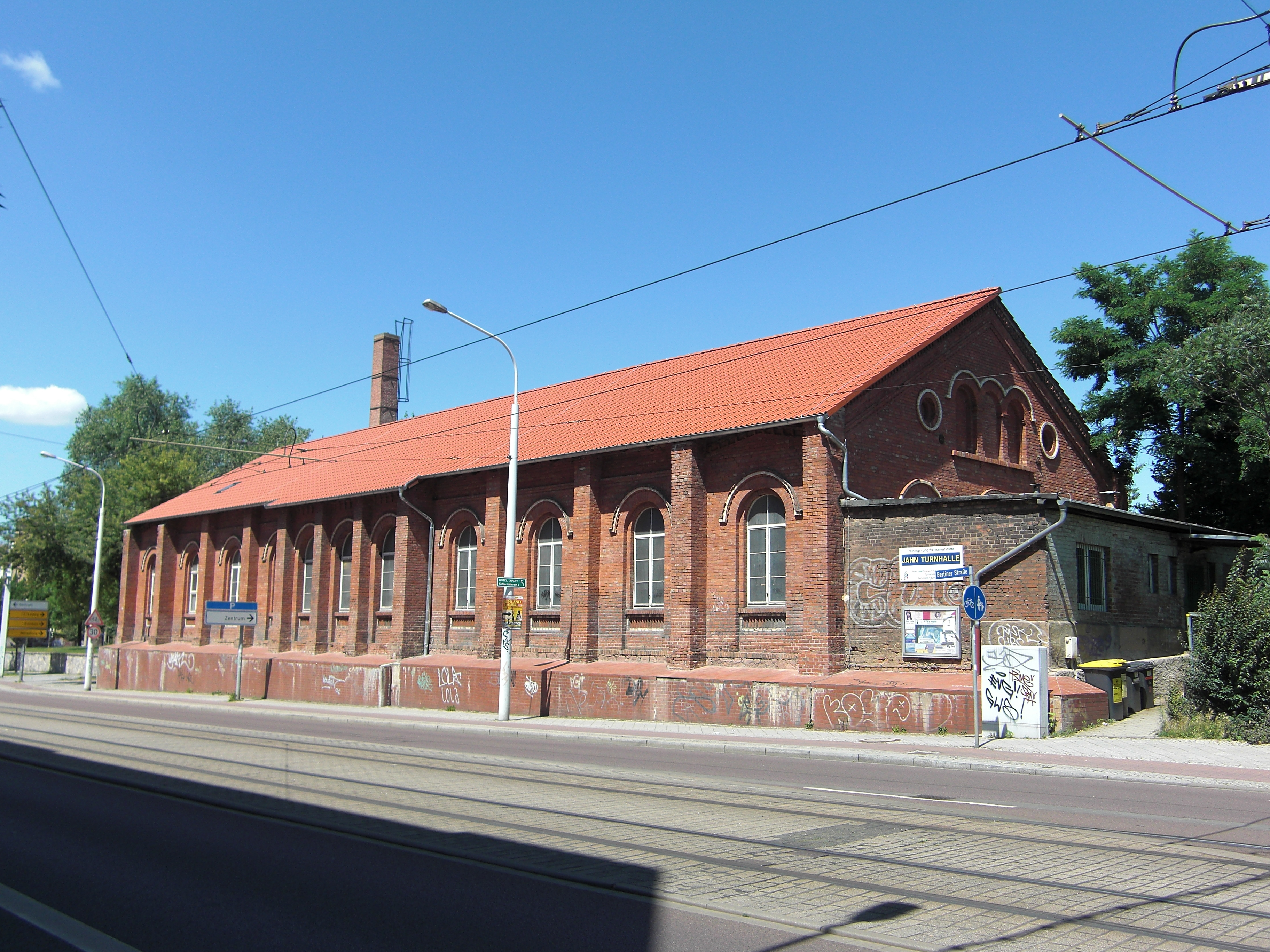
Jahnturnhalle (2009)

Die Jahnturnhalle ist eine Sportstätte in der Stadt Halle (Saale) in Sachsen-Anhalt, die unter Denkmalschutz steht.

## Geschichte
Seit der Mitte des 19. Jahrhunderts entstanden in zahlreichen Orten Deutschlands Turnhallen, was sich aus der andauernden Begeisterung für sportliche Aktivitäten erklärt, die Friedrich Ludwig Jahn begründet hatte, aber auch aus der wachsenden Bedeutung des Schulsports in der Folge einer Kabinettsorder des preußischen Königs Friedrich Wilhelm IV., in der er 1842 die Gegenmaßnahmen gegen Turnvereine nicht nur aufhob, sondern die Bedeutung von „Leibesübungen“ für die Erziehung betonte. In Halle, wo Jahn zeitweise lebte, hatten die Franckeschen Stiftungen bereits in den Jahren 1838 und 1839 eine Turnhalle errichtet, die für deren Schüler gedacht war. Obwohl Schulsport für Jungen bereits 1843 zum Schulfach wurde, blieben die nachfolgenden Schulbauten wie die Realschule der Franckeschen Stiftungen (erbaut von 1856 bis 1867) oder die Alte Volksschule am benachbarten Waisenhausring (1860–1862) zunächst ohne eigene Turnhalle.
In den Jahren 1862 und 1863 wurde daher an der Nordseite der Chaussee Berlin-Halle-Kassel nordöstlich der Altstadt vor dem äußeren Steintor eine Städtische Turnhalle errichtet, die von verschiedenen Schulen genutzt werden konnte. Die Pläne lieferte der hallesche Stadtbaumeister Herschenz und so entstand an der Südseite des Roßmarktes direkt neben dem Nordfriedhof, der damals – vor dem Bau der Hochstraße über die Berliner Straße hinweg – noch bis hierher reichte, ein Turnhallenneubau. Um auch die bis dahin dominierende sportliche Betätigung unter freiem Himmel zu ermöglichen, wurden einige der Sportgeräte nördlich der Turnhalle aufgestellt. Nachfolgende Schulneubauten, wie das nahe Stadtgymnasium (1867–1868) wurden fortan von vornherein mit Turnhalle konzipiert.

## Nutzung
Neben der Schulsportnutzung war die Städtische Turnhalle auch für den 1861 gegründeten Halleschen Turnerverein (HTV) gedacht, der die Halle mehrmals in der Woche nutzte. Auch andere Sportvereine der Stadt Halle sind eng mit der Jahnturnhalle verbunden, etwa der 1884 hier gegründete und nach Johann GutsMuths benannte TV „Guts Muths“, der im Jahr 1901 Nutzungsrechte in der Turnhalle der Johannesschule in der südlichen Stadterweiterung erlangte und 1919 im Halleschen Turn- und Sportverein e.V. aufging, oder der 1926 gegründete PostTurnSportVerein Halle, der die Halle bereits in den 1950er Jahren nutzte und sie seit dem Jahr 2007 von der Stadt zur Nutzung gepachtet hat. In der zweiten Hälfte des 20. Jahrhunderts kamen hier die Radsportler von Motor Halle unter. Später war die Post Besitzer und nutzte die Halle für den Betriebssport. Für den Erhalt der Turnhalle hat sich ein eigener Förderverein gebildet, der Gelder für die Sanierung sammelt. Der PTSV plant einen ergänzenden Neubau hinter der Turnhalle.

## Baubeschreibung
Der eingeschossige Ziegelbau besteht aus elf Fensterachsen, die sich entlang der Berliner Straße erstrecken. Die Fenster sind rundbogig, wobei jede Achse durch das Strebewerk zwischen den Fenstern zusätzlich betont wird. Das Bauwerk kann am ehesten dem Rundbogenstil zugeordnet werden. Der Haupteingang befindet sich an der Ostseite und wurde später mit einem Anbau überformt. Ein weiterer Eingang ist an der Westseite des Gebäudes zu finden. Das Satteldach ragt über den mittleren drei Fensterachsen etwas hinaus. Diese Auskragung erklärt sich aus der ehemaligen Baugestalt, zu der ein Turm über den mittleren drei Achsen gehörte. Dieser befand sich sowohl an der Nordseite als auch an der Südseite.
Die historische Turnhalle in der Berliner Straße 2 ist im Denkmalverzeichnis mit der Erfassungsnummer 094 96719 als Baudenkmal eingetragen.